# Somasca

Somasca (parfois francisé en Somasque) est un village surplombant le lac de Côme, faisant partie de la commune de Vercurago, dans la province de Lecco, en Lombardie, en Italie du Nord.

## Géographie
La zone géographique de Somasca s'étend sur une hauteur rocheuse de la commune de Vercurago.

## Histoire
Mentionnée pour la première fois en 1299, Somasca resta un quartier de Vercurago jusqu'au XVIIe siècle. En 1652, elle fut mentionnée pour la première fois comme commune séparée, mais le 26 septembre 1798, avec les lois napoléoniennes, Somasca devint une fraction (frazione) de Vercurago, la seule de la commune. 
Le village est connu des religieux car c'est le lieu où saint Jérôme Emilien (san Girolamo Emiliani) a établi en 1532 son ordre des Clercs réguliers de Somasque (C.R.S.), généralement connus sous le nom de Pères Somasques. C'est aussi le lieu où la bienheureuse Catherine Cittadini a fondé les sœurs Ursulines de saint Jérôme.